# 1952
Cette page concerne l'année 1952 (MCMLII en chiffres romains) du calendrier grégorien.
L'année 1952 est une année bissextile qui commence un mardi.

## En bref
- 17 janvier : désordres en Tunisie contre les autorités françaises (1952-1954).
- 6 février : mort du roi George VI du Royaume-Uni ; sa fille lui succède sur le trône sous le nom d’Élisabeth II.
- 18 février : la Grèce et la Turquie entrent dans l’OTAN[1].
- 20 au 25 février : conférence de Lisbonne réunie pour arrêter le programme de réarmement de l’OTAN[2].
- 9 avril : début de la révolution des forces de gauche en Bolivie (1952-1964).
- 23 juillet : début de la Révolution égyptienne.
- 10 septembre : la République fédérale d’Allemagne et l’État d’Israël signent à Luxembourg l’accord sur les réparations allemandes en faveur d’Israël[3].
- 20 octobre : état d’urgence au Kenya ; début de la répression de la révolte des Mau Mau.
- 10 novembre : démission du secrétaire général de l’ONU, Trygve Lie[4].
- 12 décembre : congrès mondial des peuples pour la Paix, à Vienne, par le Conseil mondial de la paix[5].

## Événements

### Afrique

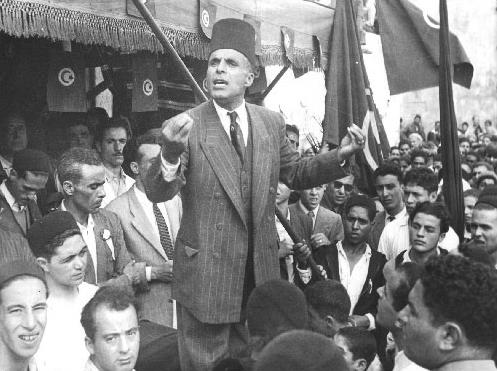
Discours de Bourguiba à Bizerte le 15 janvier.

- 17 janvier, Tunisie : émeutes à Bizerte à la suite de l’interdiction du congrès du Néo-Destour. Le résident général Jean de Hauteclocque fait arrêter Bourguiba et les leaders du Néo-Destour le 18. L’UGTT déclenche une grève générale (22 janvier). En réplique, la Légion étrangère ratisse le cap Bon (28 janvier-1er février)[6]. Le résident exige de Lamine Bey la démission du gouvernement auquel participe le Néo-Destour. Le bey n’obéissant pas, le résident fait arrêter le Premier ministre Chenik et trois autres ministres[7] le 26 mars. Le 28 mars, Lamine Bey signe le décret nommant Slaheddine Baccouche comme grand vizir. Une vague d’arrestations déferle sur le pays[8]. Les nationalistes prennent le maquis (fellagas) et leur terrorisme affronte le terrorisme d’organisations secrètes européennes (la Main Rouge)[9].

- 26 juillet et 24 août, Kenya : Jomo Kenyatta dénonce lors de meetings publics à Nyeri et à Kiambu la révolte des Mau Mau (Kenya Land and Freedom Army), secte politico-religieuse qui s’oppose par la terreur à la présence des Blancs, provoquée par l’inégalité dans la répartition des terres et des charges au début de l’année. Le 17 août, le gouverneur par intérim remet un rapport au Colonial Office dénonçant la gravité de la situation au Kenya[10].

- 9 septembre : dans une lettre adressée au président Vincent Auriol, le bey de Tunis rejette le plan de réformes politiques proposé par la France[6].
- 15 septembre : l’Érythrée musulmane, colonie italienne depuis 1890, est fédérée à l’Éthiopie, chrétienne copte, en tant que région autonome à la suite d’une décision de l’ONU de 1950[11].

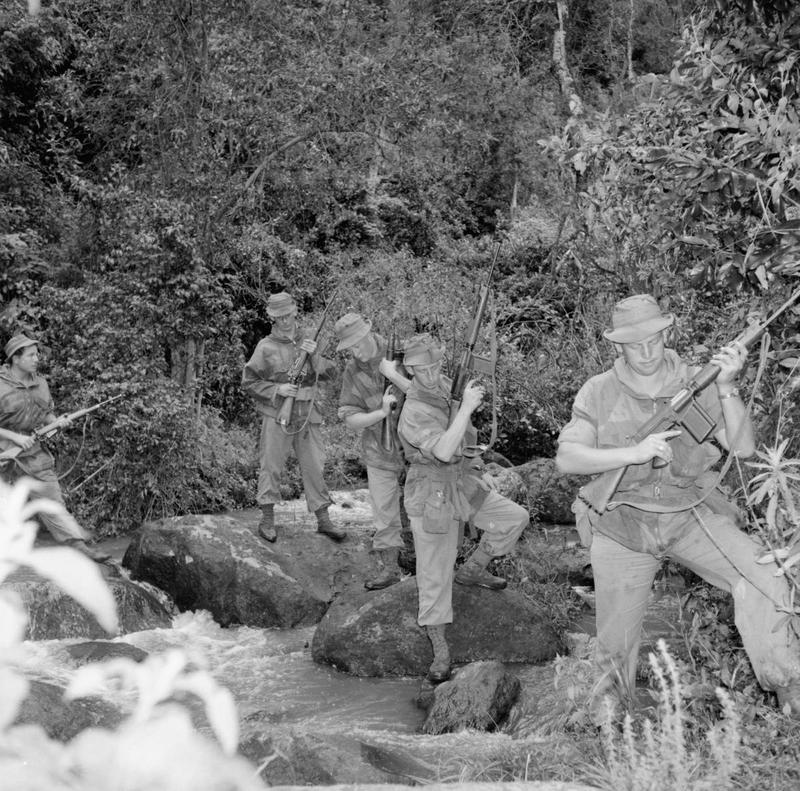
Patrouille de l'armée britannique traversant un torrent pendant la répression de la révolte des Mau Mau.

- 20 octobre : l’état d’urgence est proclamé au Kenya. Le leader nationaliste Jomo Kenyatta est emprisonné (1952-1961)[10]. Répression violente par les Britanniques, qui provoque environ 15 000 morts (1952-1955).

- 5 décembre : le secrétaire de l’Union générale tunisienne du travail, Farhat Hached, est assassiné par la Main Rouge avec la complicité de la police[8]. Le bey refuse de collaborer avec le résident général et engage une grève du sceau[9].
- 7 - 8 décembre : graves émeutes de Casablanca, au Maroc à la nouvelle de l’assassinat de Farhat Hached[12]. Le résident général dissout l’Istiqlal et en arrête les chefs.
- 15 décembre : le code du Travail pour l’Outre-Mer est voté en France[13].

### Amérique
- 14 février : massacre de la Saint-Valentin en Guadeloupe. Les CRS tirent sur des grévistes au Moule, provoquant 4 morts et 14 blessés[14].

- 1er mars : entrée en fonction d’un exécutif collégial en Uruguay[15].

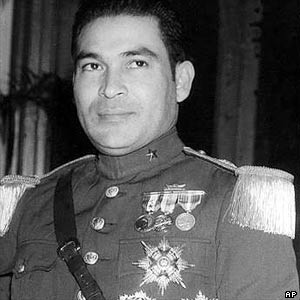
Fulgencio Batista en 1952.

- 10 mars : à Cuba, coup d’État de Fulgencio Batista qui prend le pouvoir alors qu’il avait promis des élections libres pour contenir les mouvements sociaux et le mécontentement de l’armée obligée de réprimer les grèves. Il sera lui-même renversé par Fidel Castro lors de la révolution cubaine en janvier 1959[16].

- 9 avril : coup d’État de Víctor Paz Estenssoro en Bolivie. Une révolte populaire porte au pouvoir les dirigeants movimientistas (Mouvement nationaliste révolutionnaire)[17]. L’armée, 8 000 hommes face aux 50 000 miliciens du MNR, est défaite et pratiquement démantelée. Paz Estenssoro, élu président le 15 avril, la maintient sous le contrôle strict du MNR.

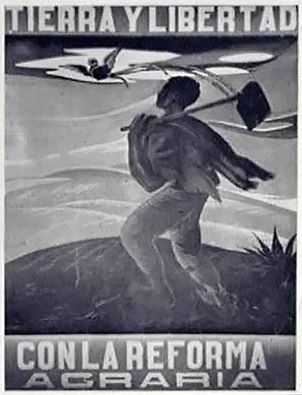
17 juin : réforme agraire au Guatemala.

- 17 juin : Decreto 900 (es)[18]. Le Congrès du Guatemala approuve une loi sur la réforme agraire. Elle vise les terres non cultivées des grands domaines et exclut les propriétés de moins de 200 ha. 600 000 ha sont redistribués. Elle rencontre l’opposition de droite et surtout celle de l’United Fruit Company (UFCO), dont 85 % des immenses terres ne sont pas exploitées. Les propositions d’indemnisation du gouvernement s’appuient sur les déclarations fiscales de la compagnie qui a considérablement sous-estimé la valeur de ses possessions. Le gouvernement des États-Unis prend la défense de la UFCO et accuse le Guatemala de mener des politiques antiaméricaines et d’être à la solde des communistes[19].

- 7 juillet : le paquebot United States s’empare du ruban bleu en traversant l’océan Atlantique en 3 jours 10 heures et 40 minutes[20].
- 21 juillet : adoption du suffrage universel en Bolivie[21].

- 26 juillet, Argentine : mort d’Eva Perón, la très populaire épouse du général, à l’âge de 33 ans[22]. Le régime se radicalise, s’attaquant à l’aristocratie et à l’Église catholique. Les relations avec l’armée se dégradent.

- 16 août : dictature d’Héctor Trujillo en République dominicaine (fin en 1960)[23].
- 31 août : Velasco Ibarra (populiste), président de l’Équateur (fin en 1956)[17].

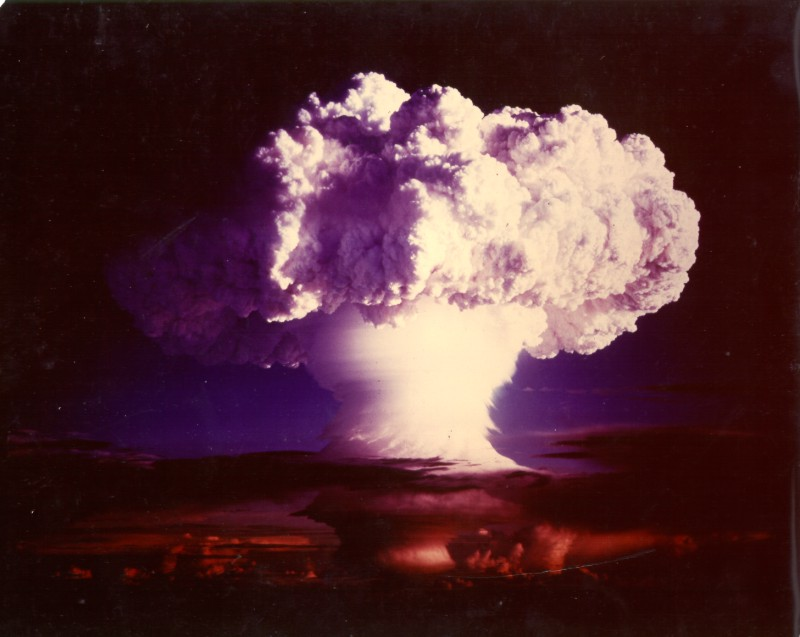
31 octobre : Ivy Mike.

- 31 octobre (mais localement 1er novembre à 7 h 15) :
  - opération Ivy. Explosion de la première bombe H par les États-Unis à Enewetak, atoll des îles Marshall[24].
  - Víctor Paz Estenssoro procède à la nationalisation des mines d’étain en Bolivie et créé la Compagnie minière bolivienne (COMIBOL)[21].
- 3 novembre : Carlos Ibáñez del Campo est élu président du Chili (fin en 1958)[25].
- 4 novembre : Eisenhower est élu président des États-Unis[26].

- 1er décembre : Adolfo Ruiz Cortines succède à Miguel Alemán Valdés à la présidence du Mexique[27].
- 2 décembre : le dictateur du Venezuela Marcos Pérez Jiménez annule les élections, organise un plébiscite et déclare qu’il veut rester au pouvoir indéfiniment (fin en 1958)[17]. Les partis d’opposition (illégaux) protestent énergiquement.

### Asie
- 11 janvier : mort du maréchal Jean de Lattre de Tassigny. Le général Raoul Salan nommé commandant en chef des forces françaises en Indochine par intérim le 6 janvier, est confirmé dans ses fonctions le 1er avril. Il doit prendre la décision d’évacuer Hòa Bình, ce qui est fait le 22 février[28]. (→ Bataille de Hòa Bình)

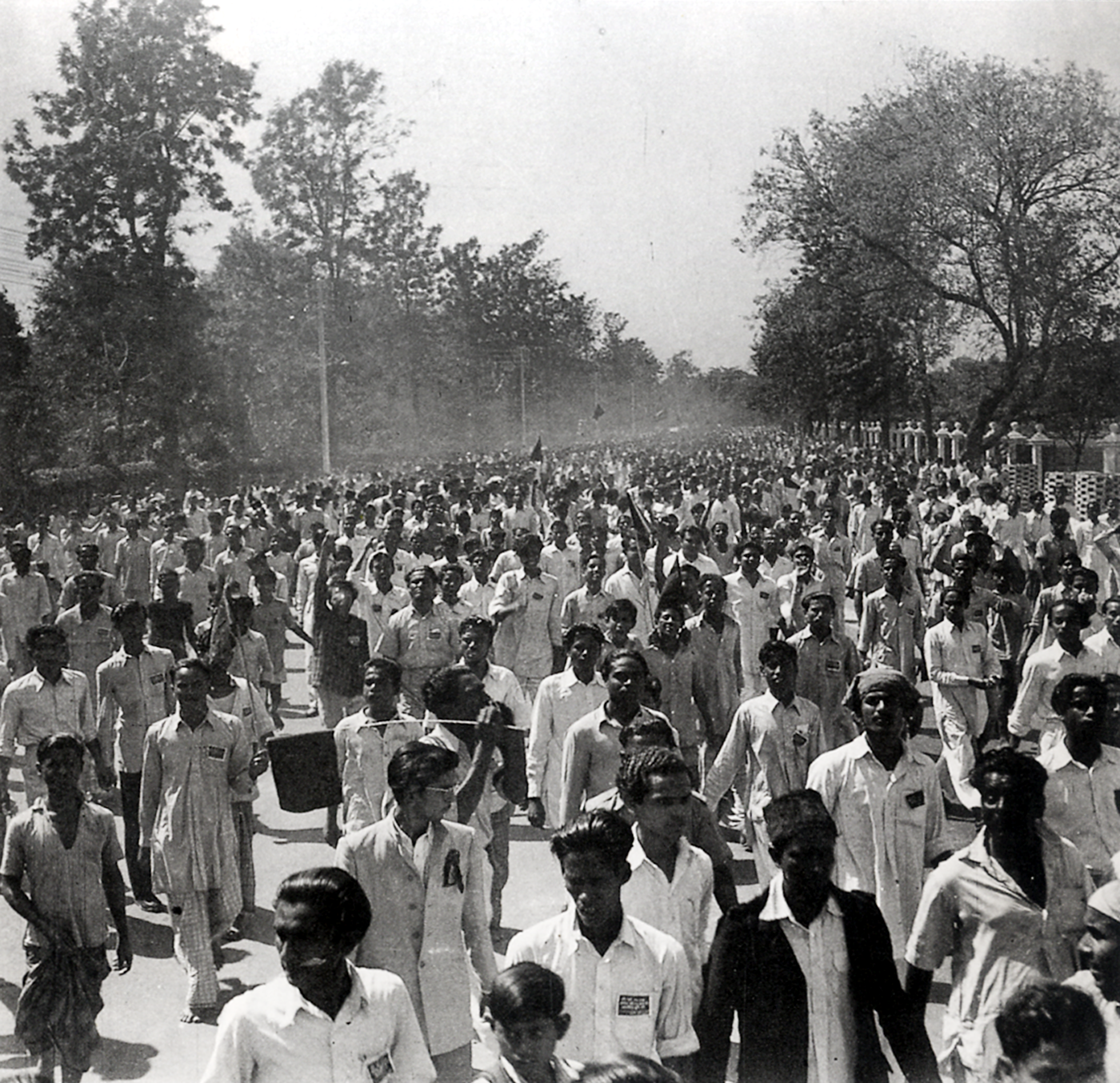
22 février : Bengali Language Movement à Dacca.

- 21 février : cinq personnes sont tuées lors des manifestations du Bengali Language Movement à Dhâkâ[29]. Le Pakistan oriental (le futur Bangladesh) réclame l’autonomie.
- 24 février : le Premier ministre chinois Zhou Enlai accuse les Américains d’avoir recours à la guerre bactériologique en Corée. Le Conseil mondial de la paix (Frédéric Joliot-Curie) relaie l’information le 8 mars[30] et le 1er avril lance un « Appel contre la guerre bactériologique » attribuée aux Américains en Corée[31].
- 25 février : à la conférence de Lisbonne, les États-Unis octroient à la France une aide financière pour faire face à l’accroissement du coût de la guerre d’Indochine[2].

- 1er mars : le Congrès national indien remporte les élections législatives indiennes qui se sont tenues du 25 octobre 1951 au 21 février[32]. Jawaharlal Nehru devient le premier Premier ministre démocratiquement élu du pays[33].

- Mars :  le Drapeau Blanc birman (guérilla communiste) contre-attaque dans les régions de Sagaing et de Pyinmana (actuelle Naypyidaw), puis est mis en déroute en mai par l’armée gouvernementale[34].

- 11-15 avril : Bataille de l'île de Nanri entre l’Armée de la République de Chine (Taïwan) et l’Armée populaire de libération, pour le contrôle de l’île de Nanri située près de la Chine continentale ; les nationalistes, victorieux, doivent cependant abandonner l’île. Le 11 octobre, ils lancent un second raid qui échoue et doivent se retirer le 14[35].
- 17 avril : constitution du premier Parlement élu de l’Inde. La première session du Lok Sabha (la « Chambre du Peuple »), la Chambre basse s’ouvre le 13 mai[36]. Le Rajya Sabha (le « Conseil des États ») — la Chambre haute, constituée le 3 avril, ouvre sa première session le 13 mai[37].
- 26 avril, Indonésie : ouverture du congrès du Nahdlatul Ulama (Conseil des Oulémas) à Palembang. Il approuve à une très large majorité sa séparation avec le Masjumi[38],[39]. Il est issu d’une association de professeurs d’enseignement religieux (1926) qui se consacre à la défense de l’Islam contre les survivances hindouistes. Plus conservateur que le Masjumi sur le plan religieux, il se situe au centre sur le plan politique et social.
- 28 avril :
  - entrée en vigueur du traité de San Francisco. Fin officielle de l’occupation du Japon[40].
  - signature à Taipei d’un traité de paix entre le Japon et la Chine nationaliste[41].

- 1er mai : création d’une société indonésienne de navigation, la Pelni. La KPM (en), financée par des capitaux étrangers, assure cependant la plus grande partie du trafic entre les îles[42].
- 7 mai : le général Clark succède à Ridgway comme commandant en chef des forces des Nations unies en Corée[41].

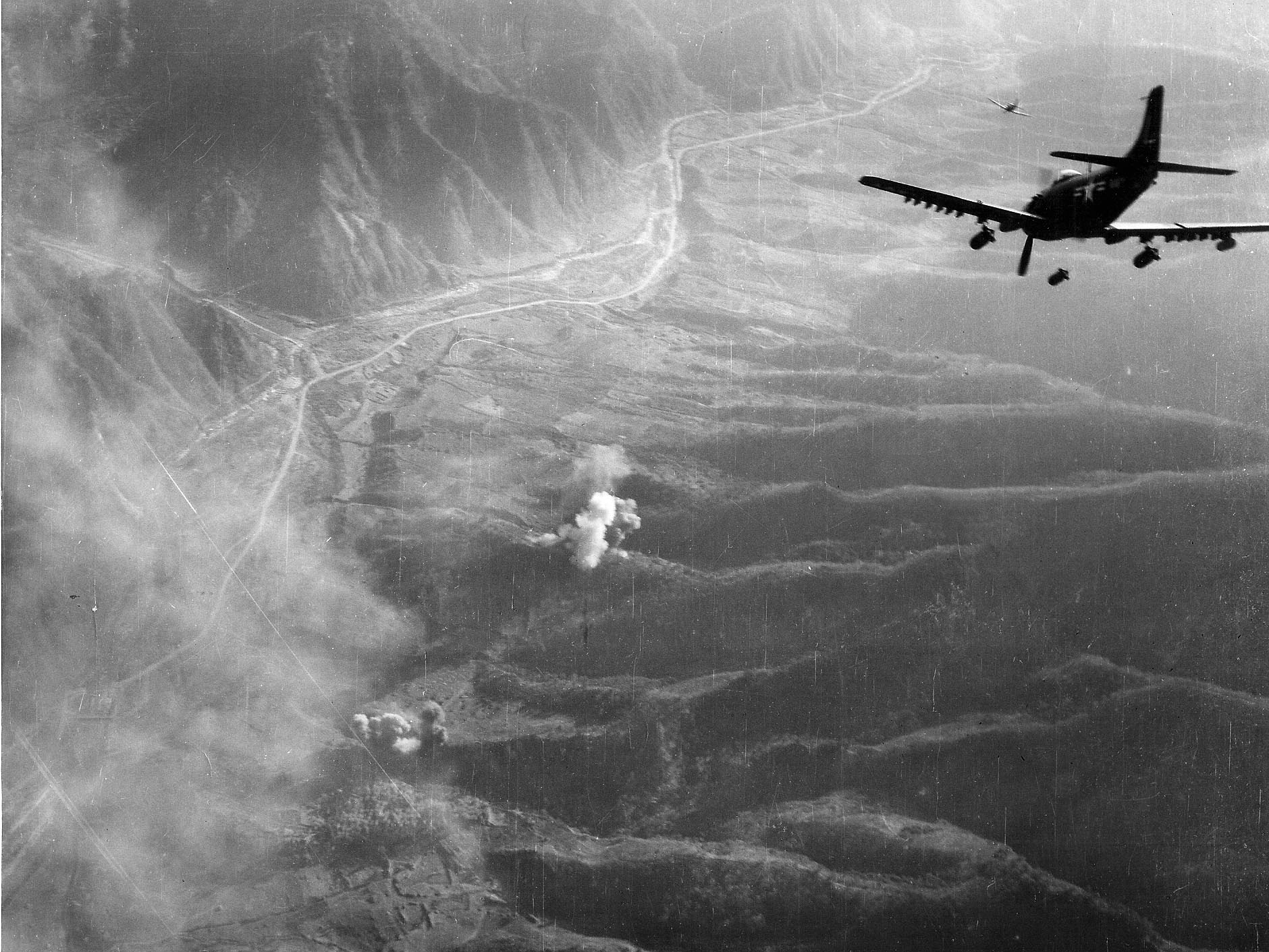
23 juin : bombardement de la Corée du Nord.

- 23 et 24 juin : bombardement des centrales hydroélectriques du Yalou, en Corée du Nord, par les Nations unies[43].

- 5 août : élection présidentielle sud-coréenne. Syngman Rhee est réélu avec plus de 70 % des voix[44].
- 29 août : bombardement de Pyongyang par les Nations unies[45].
- Août : le Kuomintang chinois (Li Mi) lance sa troisième opération à destination de la Chine, avec les 30 000 hommes dont il dispose en Birmanie[34].

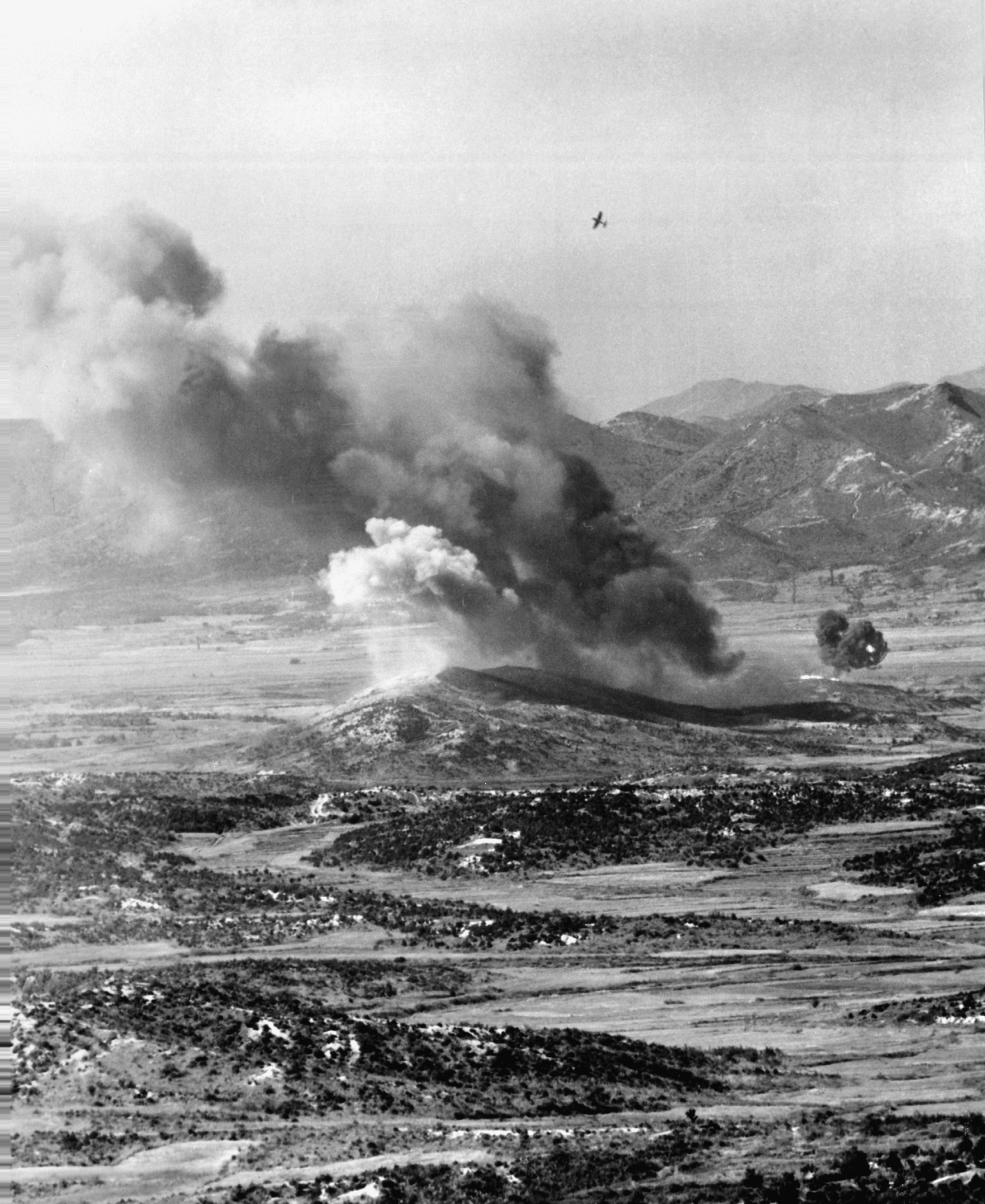
Bombardement au napalm sur les positions nord-coréennes dans le secteur de la rivière Imjin le.

- 6−15 octobre : bataille de White Horse, lors de la guerre de Corée[46]. Le bataillon des volontaires Français de l’ONU stoppe les attaques chinoises sur ses positions d’Arrowhead, sur la côte 281 (6−7 octobre)[43].
- 8 octobre : les négociations de paix s’interrompent en Corée et ne seront pas réengagées avant avril 1953[47].
- 14 octobre−5 novembre : bataille de Triangle Hill, en Corée[48].
- 16−23 octobre : combats de Tu Lê durant la guerre d’Indochine[49].
- 29 octobre : début de l’offensive française sous le commandement du général Salan lors de l’opération Lorraine où 30 000 hommes sont engagés contre les bases de ravitaillement du Viêt-minh (fin le 14 novembre)[49].

- 20 novembre : un article de Jacques Despuech publié dans Le Monde révèle le trafic des piastres, commencé en 1948 durant la guerre d’Indochine[50].

- 2 décembre :
  - visite du président nouvellement élu Eisenhower en Corée, comme il l’avait promis le 23 octobre dans son discours de Detroit[45].
  - défaite Việt Minh à la bataille de Na San[51].
- 16 décembre, Inde : décès de Potti Sreeramulu, leader régionaliste gandhien, à la suite d’une grève de la faim commencée le 19 octobre pour la création d’un État séparé[52]. Agitation populaire soutenue par le Parti communiste en pays telugu après sa mort.

### Proche-Orient
- 1er janvier : le roi de Jordanie Talal donne une Constitution au pays dans laquelle le gouvernement est responsable devant le Parlement[53].

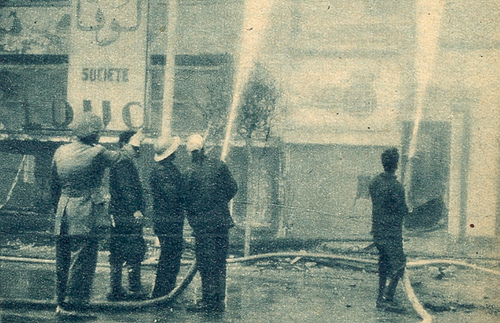
26 janvier : incendie du Caire.

- 25 janvier, Égypte : des affrontements à Ismaïlia entre soldats britanniques et policiers égyptiens font 41 morts et 68 blessés parmi les policiers[54].
- 26 janvier : Samedi noir en Égypte. Des manifestations éclatent au Caire contre la présence occidentale quand parvient la nouvelle du massacre d’Ismaïlia. La partie européenne de la ville est incendiée. Le gouvernement wafdiste décrète la loi martiale et réprime le mouvement[54].
- 27 janvier : le roi Farouk d’Égypte renvoie le gouvernement wafdiste de Nahhas Pacha et charge Mahir Pacha de faire un nouveau gouvernement (fin le 1er mars)[55].

- 18 février : la Turquie intègre l’OTAN[1].

- 24 mars : dissolution de la Chambre des députés en Égypte ; les élections sont ajournées le 24 avril[54]. Le roi Farouk retourne à un exercice personnel du pouvoir.

21 juillet : répression des manifestations de soutien à Mossadegh en Iran.

- 21 juillet (30 tir du calendrier persan) : soulèvement populaire en Iran après la démission du Premier ministre Mohammad Mossadegh quand le chah a refusé de se dessaisir de la nomination du ministre de la guerre. Mossadegh est rappelé au pouvoir[56].
- 22 juillet : Anglo-lranian Oil Co. (Royaume-Uni c. Iran). La Cour internationale de justice se déclare incompétente dans le conflit qui oppose l'Anglo-Iranian Oil Company et le gouvernement iranien, conformément aux demandes de l’Iran[57].

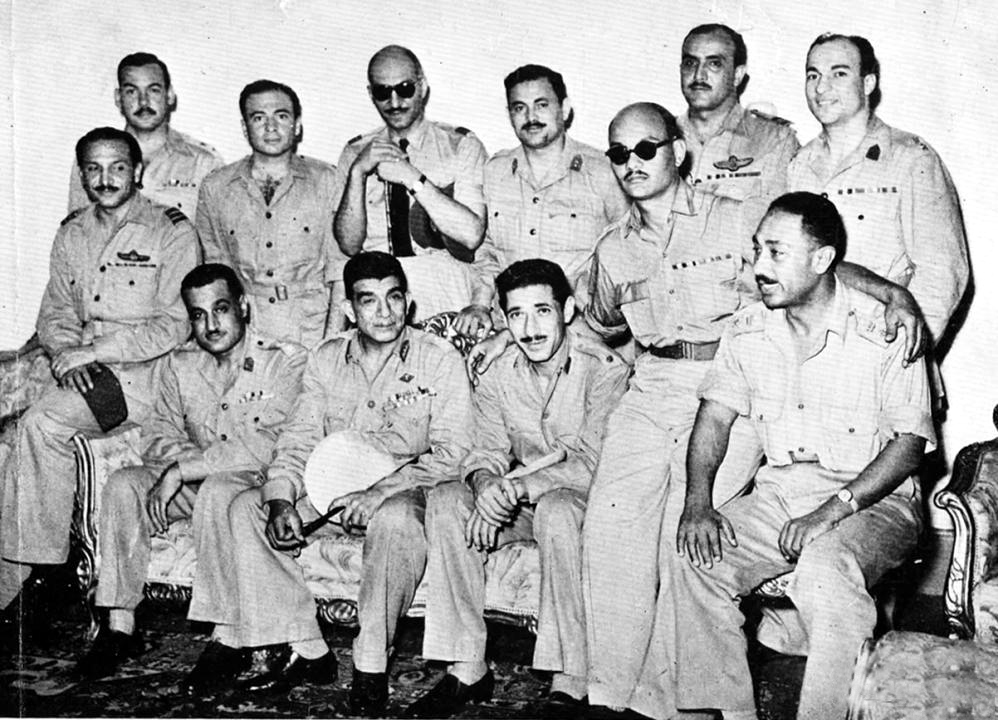
Les Officiers libres pendant la Révolution égyptienne.

- 22 - 23 juillet : Révolution égyptienne. La monarchie égyptienne est renversée par des membres du comité des Officiers libres. Un Conseil de la révolution est formé et confie la direction du pays au général Mohammed Naguib[58].
- 26 juillet : Ali Mahir forme un gouvernement en Égypte, mais le pouvoir réel est aux mains du Conseil de la révolution. Farouk abdique en faveur de son fils Fouad et quitte l’Égypte[58]. Les Officiers libres se divisent. L’aile gauche et Nasser réclament un retour à la démocratie et des élections législatives sont annoncées.

- 11 août : les dirigeants jordaniens et les membres de la famille royale s’inquiètent des réformes libérales du roi Talal et le déposent pour raison de santé. Son fils Hussein prend le pouvoir[53].
- 23 août : les travailleurs du port de Bassorah se mettent en grève contre l’augmentation du coût de la vie. Le 26 octobre, les étudiants des facultés de pharmacie et de chimie se mettent en grève à leur tour. Les troubles sociaux se répandent dans les grandes villes irakiennes. Ce soulèvement, appelé intifada, est réprimé par l’armée. Le chef d’État major de l’armée, Nureddin Mahmud, forme le gouvernement le 23 novembre. La loi martiale est proclamée et les partis politiques interdits[59].

- 7 septembre : Ali Mahir démissionne et Mohammed Naguib devient chef du gouvernement égyptien[60].
- 9 septembre : une loi de réforme agraire est promulguée en Égypte. Elle limite la propriété foncière à 80 ha par propriétaire et 125 par famille[61]. Devant l’hostilité de l’ancienne classe politique, le Conseil procède à de nombreuses arrestations.
- 18 septembre : au Liban, le chef de l’État Béchara el-Khoury démissionne à la suite d’une crise politique portant sur l’opportunité de l’entrée du Liban dans une alliance militaire avec les Occidentaux. Le Maronite Camille Chamoun lui succède (23 septembre). Il mène une politique pro-occidentale et se montre hostile à l’unité arabe[62].
- 9 octobre : ouverture de négociations secrètes entre Israël et la Syrie. Adib Chichakli accepte la réinstallation de 80 000 réfugiés palestiniens en Syrie et suggère un partage de la zone démilitarisée du lac de Tibériade. Israël refuse ce compromis qui permettrait un retour de la Syrie dans la zone du Jourdain et les réunions sont suspendues le 27 mai 1953[63].

- Georges Habache, palestinien chrétien réfugié, fonde à Beyrouth le Mouvement National Arabe (MNA) et s’installe à Amman. Le MNA est de tendance panarabe : la libération de la Palestine doit se faire par la réalisation de l’unité arabe[64].

### Europe

#### Europe de l’Est

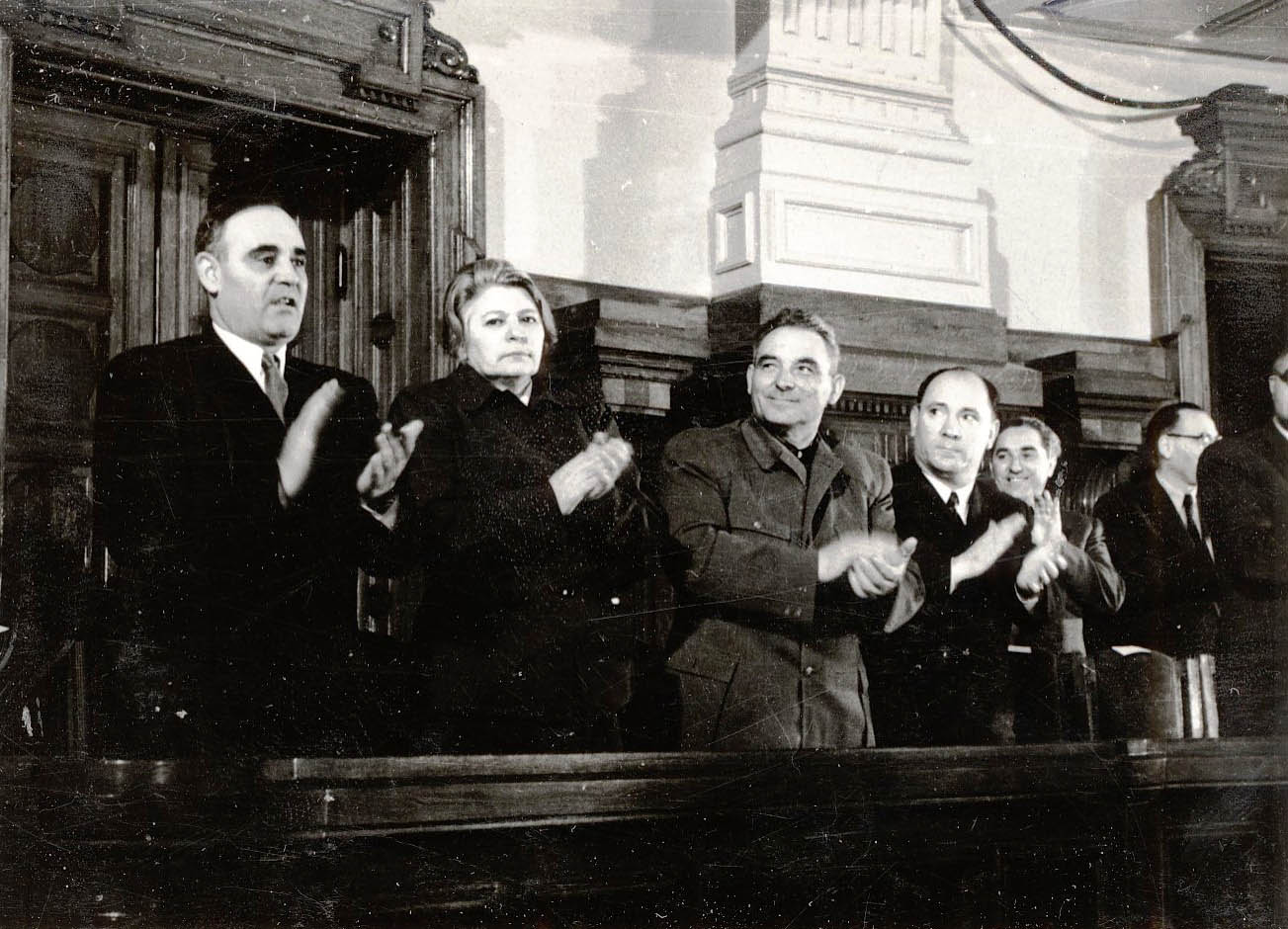
Gheorghe Gheorghiu-Dej, Ana Pauker, Vasile Luca et Teohari Georgescu le 7 avril 1951.

- 27 mai : purge au sein du Parti communiste roumain. Vasile Luca, ministre des Finances et Teohari Georgescu, ministre de l’Intérieur sont exclus. Ana Pauker est éliminée du Bureau politique le 5 juillet. Vasile Luca est emprisonné, jugé en 1955, condamné à mort et sa peine commuée en vingt ans de prison[65]. Le Premier secrétaire du parti ouvrier roumain, Gheorghe Gheorghiu-Dej dirige le gouvernement roumain à partir du 2 juin (fin en 1955)[66].

- 22 juillet : nouvelle constitution polonaise. Le pays prend officiellement le nom de République populaire de Pologne[67].

- 12 août : « nuit des poètes assassinés », exécution de treize intellectuels et écrivains juifs d’expression yiddish en Union soviétique[68].
- 14 août : Mátyás Rákosi, secrétaire général du parti communiste, devient président du Conseil des ministres en République populaire de Hongrie[69].

- 24 septembre : nouvelle constitution, proclamant officiellement la République populaire roumaine « démocratie populaire » reposant sur la dictature du prolétariat. Création d’une région autonome hongroise avec Târgu Mureș pour capitale en Transylvanie[66].

- 5 - 14 octobre : XIXe congrès du PCUS, le premier depuis 1939[70].
- 26 octobre : élections législatives polonaises. 99,8 % des 95 % de votants votent pour le Front national mené par le Parti ouvrier unifié polonais dans un climat de terreur[67].

- 2 - 7 novembre : le Parti communiste yougoslave est rebaptisé Ligue des communistes de Yougoslavie lors de son VIe Congrès tenu à Zagreb[71].
- 20 novembre-27 novembre : procès de Prague. Purge dans le parti communiste tchécoslovaque. Quatorze hauts dignitaires du parti communiste, tels Rudolf Slánský (ancien secrétaire général du Parti), Vladimír Clementis (ancien ministre des Affaires étrangères de la Tchécoslovaquie) sont accusés de conspiration trotskiste-titiste-sioniste et onze sont condamnés à mort et exécutés après leurs aveux forcés au cours d’un procès public à caractère antisémite[72]. Artur London, survivant de ces procès, en décrira les mécanismes dans son roman L’Aveu.

- 3 décembre : exécution de Rudolf Slánský, de Vladimír Clementis et de neuf autres coaccusés en Tchécoslovaquie[72].

#### Europe de l’Ouest
- 6 février : mort du roi George VI du Royaume-Uni ; sa fille lui succède sur le trône sous le nom d’Élisabeth II. Elle est la sixième souveraine à régner sur le Royaume-Uni, l’Empire britannique et les seize États indépendants associés dans le Commonwealth. Elle devient également, chef de l’Église anglicane et chef des armées du Commonwealth. Elle est mariée avec Philip Mountbatten, prince de Grèce et de Danemark et duc d’Édimbourg[73].
- 18 février : le Premier ministre Winston Churchill annonce devant le Parlement britannique que le Royaume-Uni a fabriqué sa première bombe atomique[74].

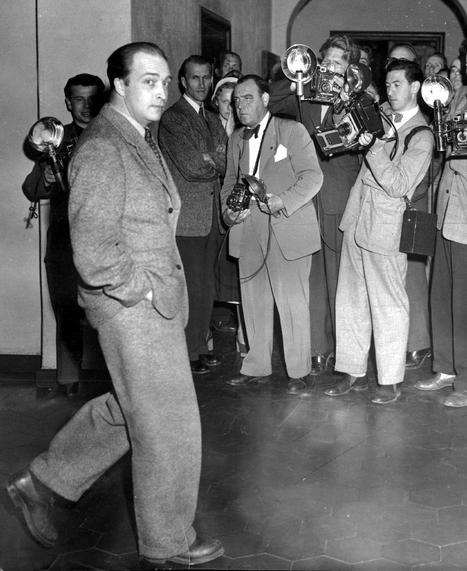
Firtiof Enbom lors de son procès en juillet 1952.

- 10 mars : note de Joseph Staline qui propose une réunification de l’Allemagne, qui serait alors neutralisée et indépendante des deux blocs[75].
- 15-16 mars : création du Conseil nordique (Nordisk råd) lors d’une réunion à Copenhague des ministres des Affaires étrangères des pays scandinaves[76]. Il est adopté par le Riksdag suédois le 17 mai, par le Folketing danois le 28 mai, par le Storting norvégien le 25 juin et par l’Althing islandais le 10 décembre ; la Finlande le rejoint le 28 octobre 1955[77]. Il est modifié par l’accord d’Helsinki du 23 mars 1962.
- 21 mars : fin du rationnement du pain en Espagne franquiste. Le 1er avril est instaurée la liberté des prix, du commerce et de la circulation des denrées alimentaires. Les cartes de rationnement sont supprimées le 1er juin[78].

- 29 avril : l’avion DC-4 de la ligne régulière Francfort-Berlin d’Air-France est attaqué par un chasseur MiG-15 soviétique[79].

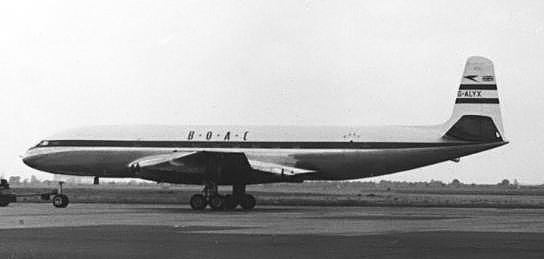
Le Comet 1, premier avion de ligne à réaction.

- 2 mai : entrée en service commercial sur BOAC du quadriréacteur long courrier Comet 1, premier service aérien en jet sur la ligne Londres-Johannesbourg[80].
- 26 mai : convention de Bonn. Accords germano-alliés entre la France, l’Allemagne, les États-Unis et le Royaume-Uni mettant fin au statut d’occupation de la République fédérale d’Allemagne (RFA), qui retrouve sa souveraineté extérieure[81]. En réaction à la Convention de Bonn, le gouvernement est-allemand ordonne le même jour le renforcement de la ligne de démarcation avec la création d’un no man’s land de 5 km de large (« Action Vermine »)[82].

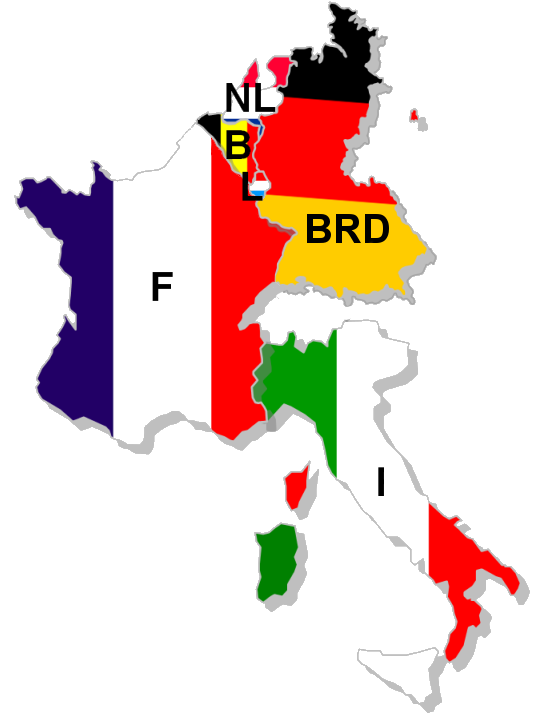
27 mai : traité de Paris

- 27 mai : signature du traité de Paris instituant la Communauté européenne de défense (CED), par les six pays de la Communauté européenne du charbon et de l’acier (CECA). La création d’une armée européenne intégrée, sous commandement supranational, rend possible le réarmement de la RFA sans reconstitution d’une armée autonome[81].
- 28 mai : manifestation communiste à Paris à l’occasion de l’arrivée en France du nouveau commandant en chef des forces de l’OTAN en Europe, le général Ridgway. 718 personnes sont arrêtées dont le dirigeant du parti communiste Jacques Duclos (affaire des pigeons de Jacques Duclos, libéré lé 1er juillet)[83].

- 6 juin : promulgation de la Constitution de la ville libre et hanséatique de Hambourg[84].
- 13 juin : un Dakota d’entraînement suédois disparaît au-dessus de la Baltique. Le 16 juin, un Catalina suédois parti à sa recherche est abattu par les Soviétiques[79]. Début de l’affaire du Catalina, crise diplomatique entre la Suède et l’URSS.
- 30 juin : fin du plan Marshall[85].

- 5 juillet : les citoyens de Londres viennent en force pour dire au revoir aux tramways dans leur cité[86].
- 31 juillet : verdict du procès Enbom. Six communistes suédois sont jugés coupables au terme d’une affaire d’espionnage retentissante en Suède. Fritiof Enbom et Hugo Gjersvold sont condamnés aux travaux forcés à perpétuité[87].

- 1er août : sanction royale de la loi sur le logement (Housing Act, 1952)[88] décidant la construction au Royaume-Uni de 300 000 habitations par an, favorisant les maisons individuelles[89].
- 5 août : meurtre de la famille Drummond ; début de l’affaire Dominici en France[90].

- 10 septembre : première séance de « l’Assemblée commune de la CECA » à Strasbourg[91].
- 21 septembre : élections législatives suédoises. Léger recul du Parti social-démocrate qui reste au pouvoir[92].

- 3 octobre : premier essai nucléaire britannique[93].

- 16 novembre : élections législatives grecques[94]. Le maréchal Aléxandros Papágos forme un gouvernement conservateur le 19 novembre (fin en 1955)[95].
- 18 novembre : l’Espagne est admise à l’UNESCO[78].

- 5 au 9 décembre : la ville de Londres est recouverte d’un grand smog, causant la mort de plusieurs milliers de personnes[96].

## Décès en 1952

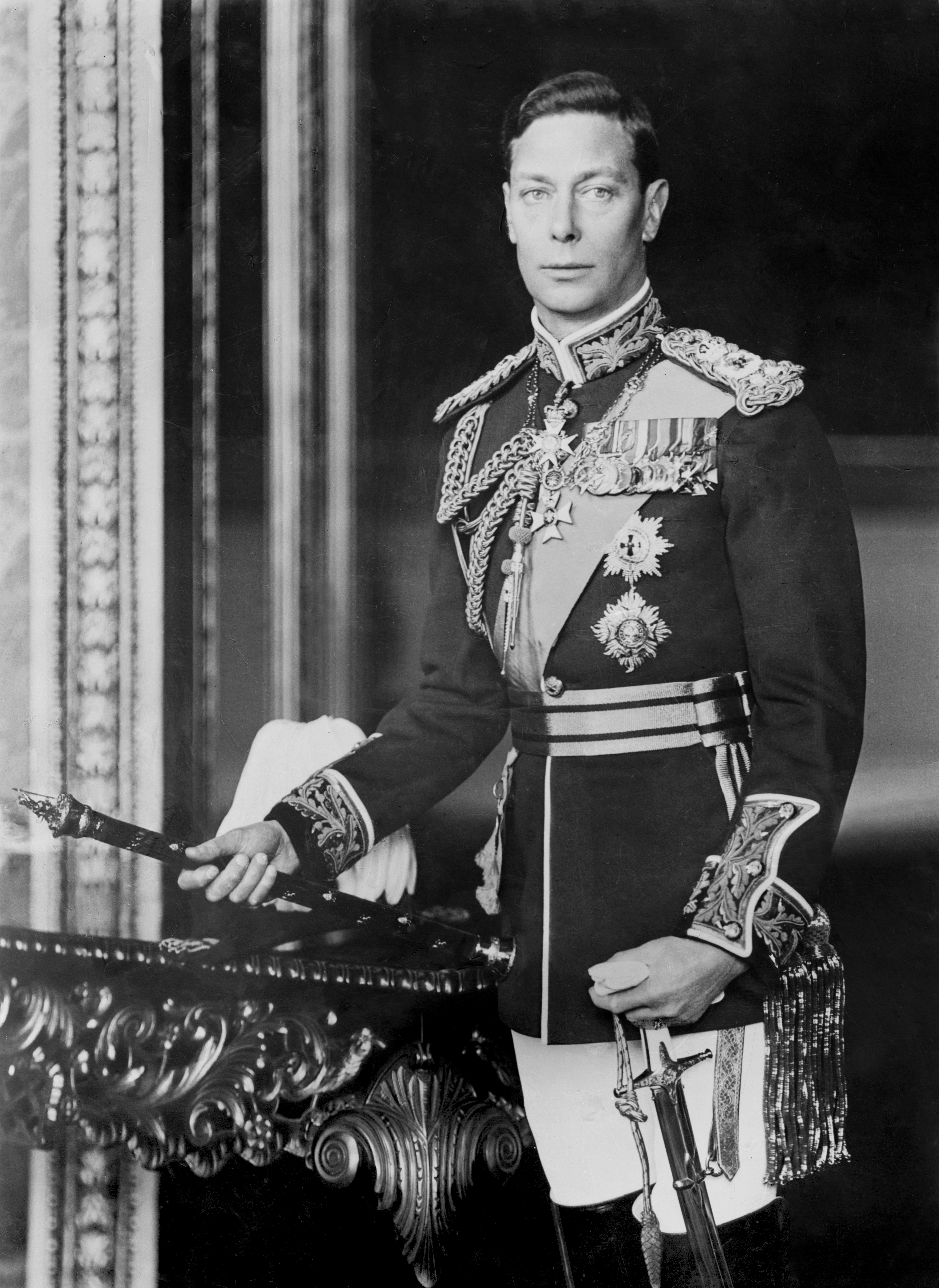
George VI.

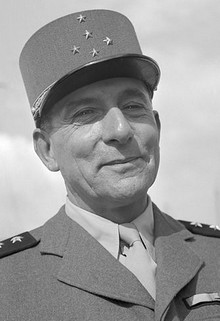
Jean de Lattre de Tassigny

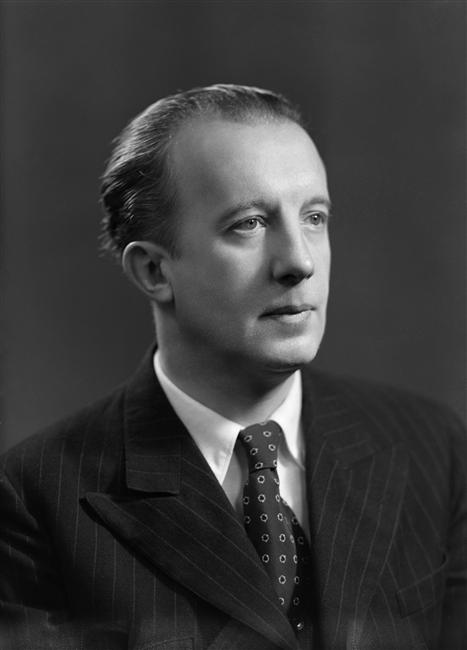
Paul Éluard

Personnalités majeures décédées en 1952
- 4 janvier : Constant Permeke (peintre et sculpteur belge)
- 11 janvier : Jean de Lattre de Tassigny (militaire français)
- 6 février : George VI (roi du Royaume-Uni de 1936 à 1952)
- 19 février : Knut Hamsun (écrivain norvégien)
- 6 mai : Maria Montessori (pédagogue et médecin italienne)
- 17 juillet : Charles Plisnier (poète et écrivain belge)
- 26 juillet : Eva Perón (femme politique argentine)
- 9 novembre : Chaim Weizmann (homme politique israélien)
- 15 novembre : Vincent Scotto (compositeur français)
- 16 novembre : Charles Maurras (écrivain et homme politique français)
- 18 novembre : Paul Éluard (poète français)
- 20 novembre : Benedetto Croce (philosophe, historien et homme politique italien)